# Fernando Machado de Sousa
Fernando Machado de Sousa (Desterro, 11 de janeiro de 1822 — Arroio Itororó, 6 de dezembro de 1868) foi um militar brasileiro.
Filho de Manuel Machado de Sousa e de Josefa Bernardina Borges, casou-se com Angélica Rosa Magalhães Fontoura.

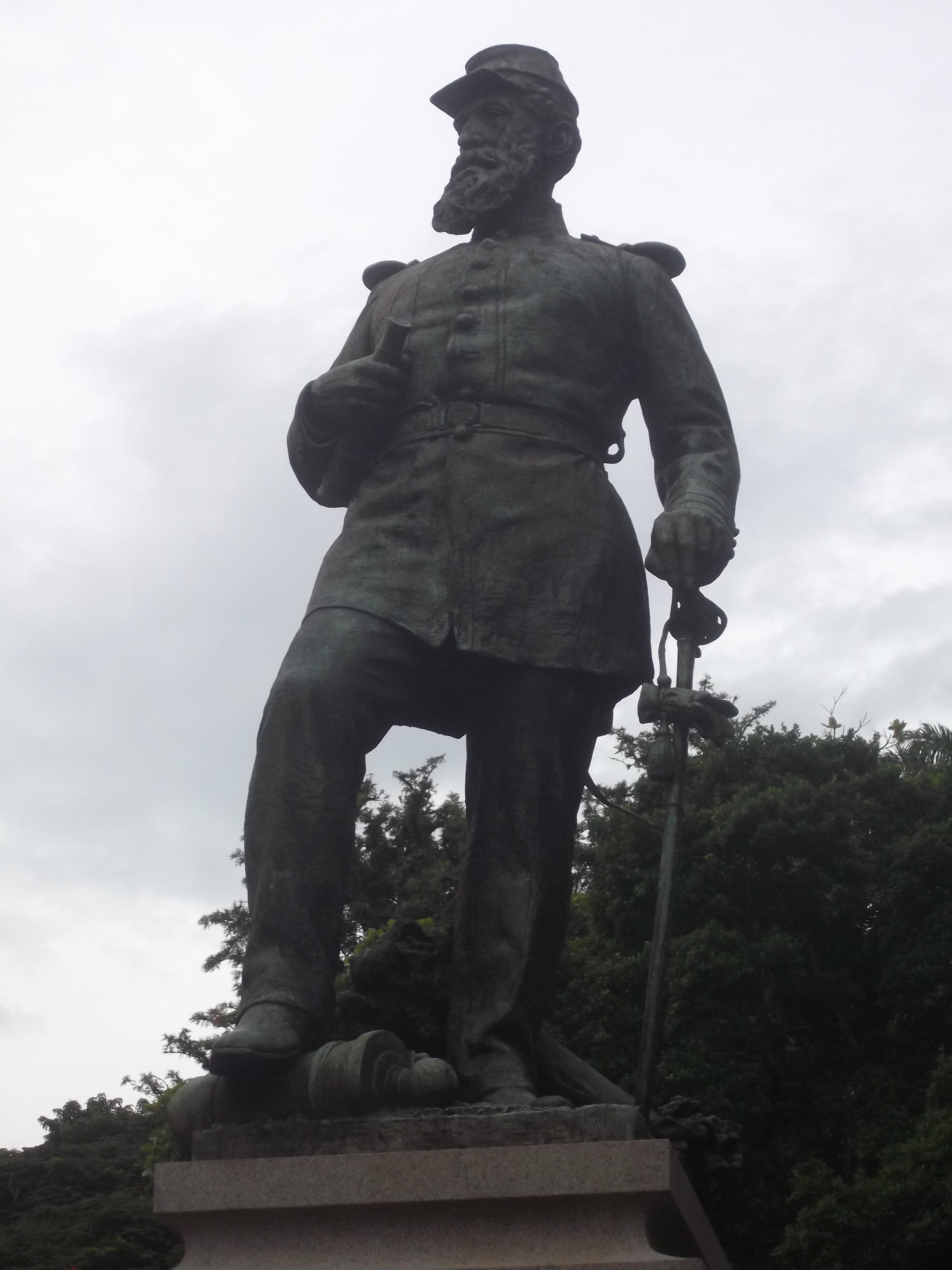
Estátua de Fernando Machado, Florianópolis, Brasil.

Ingressou na carreira militar, com 15 anos, como 1º cadete do Corpo Provisório do Desterro. Combateu os farroupilhas em Laguna e no Rio Grande do Sul.
Foi promovido sucessivamente. Exerceu vários comandos importantes no Paraná, na Bahia, em Pernambuco, em Alagoas e no Rio Grande do Sul, e também foi comandado por Luís Alves de Lima e Silva, o Duque de Caxias.
Já como coronel, lutou em várias batalhas na Guerra do Paraguai, entre elas Curuzu, Passo da Pátria, Tuiuti, Potreiro Pires, Linha Sauce, Curupaiti e na Passagem de Humaitá.

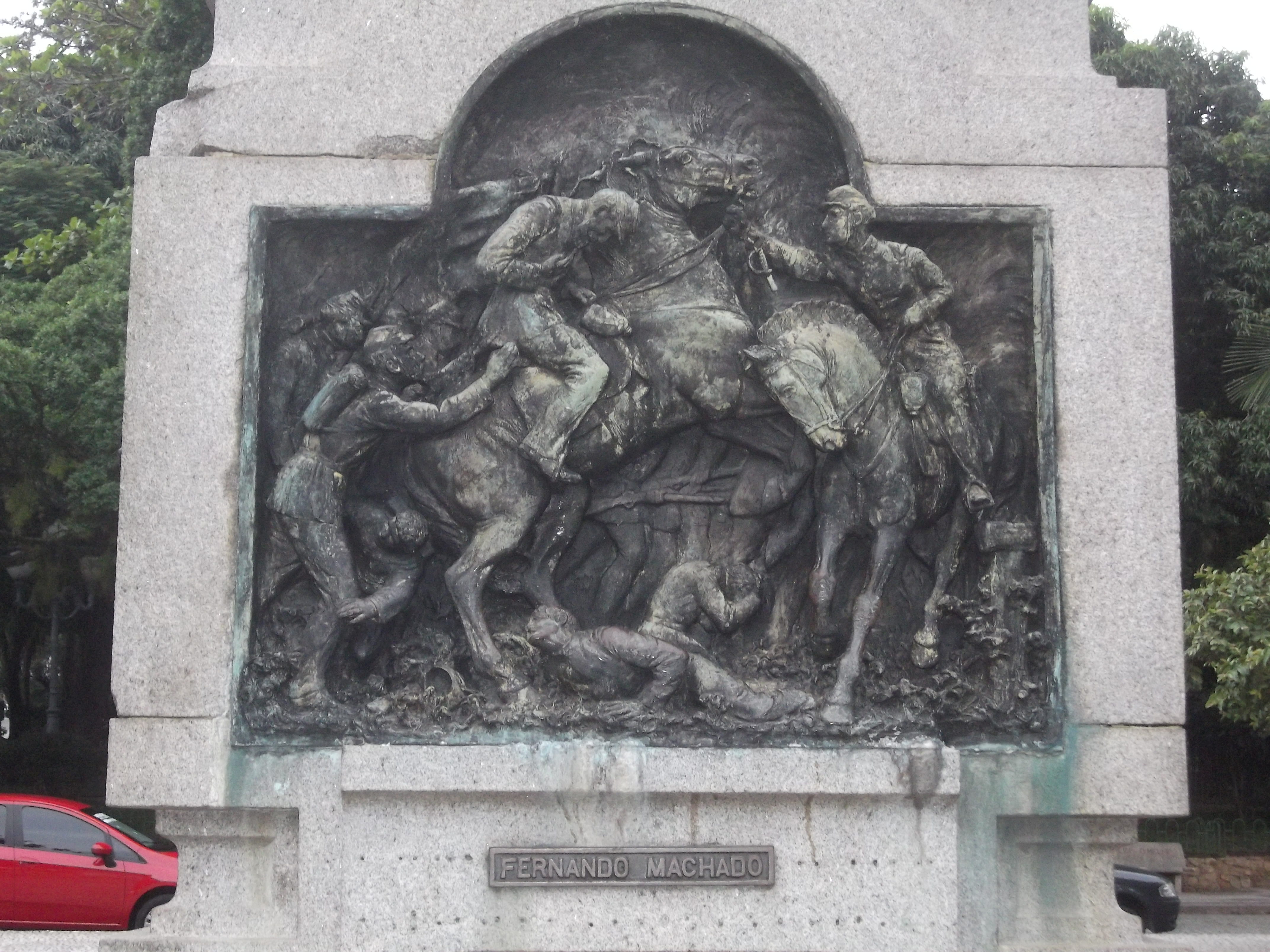
Morte do Coronel Fernando Machado na Batalha de Itororó.

Comandou a 5ª Brigada da Infantaria na Batalha de Itororó, onde durante os combates para tomar a ponte sobre o Arroio Itororó foi mortalmente ferido.
A rua em que nasceu hoje leva o seu nome, assim como uma praça na cidade de Florianópolis, inaugurada em 1917. Em Porto Alegre também foi homenageado, em 1870, com nome de rua, antes chamada de Rua do Arvoredo. O 63° Batalhão de Infantaria do Exército, sediado em Florianópolis leva o seu nome. Uma das principais Avenidas da cidade de Chapecó, em Santa Catarina, foi batizada com o nome de Fernando Machado.
As cartas que escreveu para a esposa durante a guerra foram editadas na Revista do Instituto Histórico e Geográfico de Santa Catarina, em 1913 e 1914.